# Термитная сварка

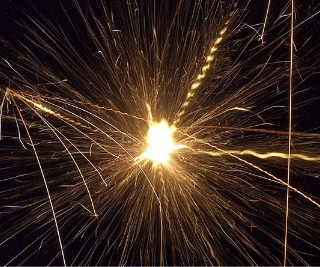
Фейерверк от термитной сварки

Термитная сварка — способ сварки, при котором для нагрева металла используется термит, состоящий из порошкообразной смеси металлического алюминия или магния и железной окалины. 
При использовании термита на основе алюминия соединяемые детали заформовывают огнеупорным материалом, подогревают, место сварки заливают расплавленным термитом, который предварительно зажигают (электродугой или запалом). Жидкое железо, сплавляясь с основным металлом, даёт прочное соединение. Сварка термитом на основе алюминия применяется для соединения стальных и чугунных деталей — сварки рельсов, труб, заварки трещин, наплавки поверхностей при ремонте, для соединения разнообразных изделий (например, элементов заземляющего контура). 
Термит на основе магния используется в основном для соединения телефонных и телеграфных проводов, жил кабелей и тому подобного. Из термитной смеси изготовляют цилиндрические шашки с осевым каналом для провода и выемкой с торца для запала. Подлежащие сварке концы проводов заводят в шашку, после чего шашку зажигают и провода осаживают. Термит на основе магния может быть использован также для сварки труб небольших диаметров.